# Laipersdorf
Laipersdorf ist ein Gemeindeteil des Marktes Schnaittach im Landkreis Nürnberger Land (Mittelfranken, Bayern). Laipersdorf liegt in der Gemarkung Germersberg.

## Lage
Südlich des Dorfs entspringt der Krebsbach (im Unterlauf Mühlbach genannt), ein linker Zufluss der Schwabach. Im Norden befindet sich ein Industriegebiet. Nördlich von Laipersdorf verläuft die Staatsstraße 2236 an Herpersdorf vorbei nach Eckenhaid (3,9 km westlich) bzw. nach Großbellhofen (2,6 km östlich). Gemeindeverbindungsstraßen führen nach Herpersdorf (1 km westlich), die St 2236 unterquerend nach Kirchröttenbach (0,8 km nördlich) und nach Untersdorf (1,6 km östlich).

## Geschichte
1356 wird der Ort als „Leuperstorf“ erwähnt, was wohl „Dorf eines Luitbrecht“ bedeutet. Seit dem Mittelalter gehört der Ort zur Herrschaft Rothenberg.
Mit dem Gemeindeedikt (frühes 19. Jahrhundert) wurde der Laipersdorf dem Steuerdistrikt Germersberg und der Ruralgemeinde Germersberg zugewiesen. Im Zuge der Gebietsreform in Bayern wurde Laipersdorf am 1. Juli 1971 nach Schnaittach eingemeindet.

## Landwirtschaft

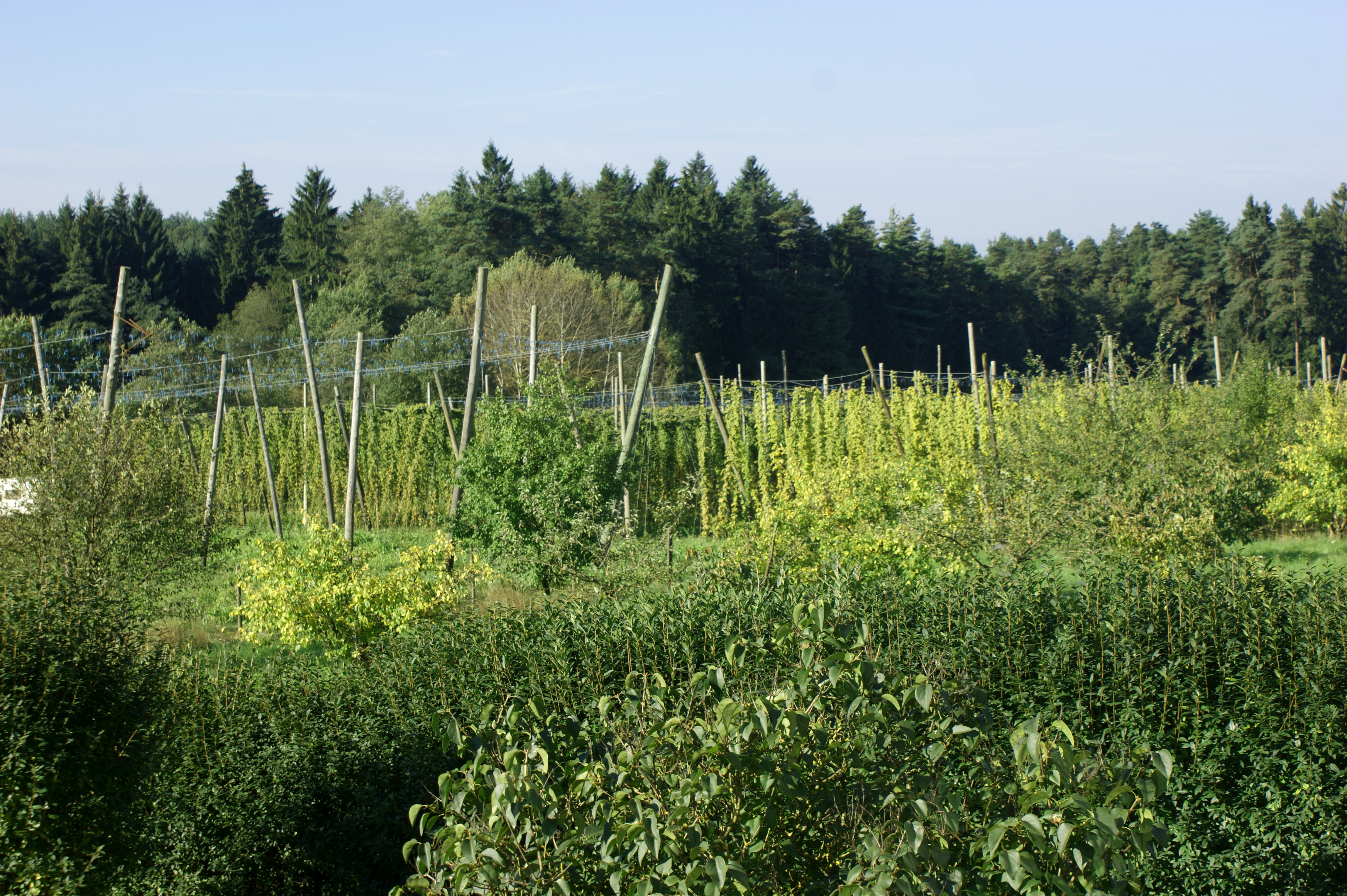
Biologischer Anbau von Hopfen in Laipersdorf, September 2013

Laipersdorf ist bekannt für den Hopfen- und Obstanbau. Rechts sieht man ein Hopfenfeld kurz vor der Ernte, die Anfang Oktober beginnt. In den umliegenden Teichen werden traditionell Karpfen gezüchtet.